# Mandray
Mandray település Franciaországban, Vosges megyében. Lakosainak száma 590 fő (2022. január 1.). Mandray La Croix-aux-Mines, Entre-deux-Eaux, Fraize és Saint-Léonard községekkel határos.

## Népesség
A település népességének változása:
| Lakosok száma | 603  | 594  | 611  | 589  | 585  | 581  | 580  | 589  | 590  |
|               | 2013 | 2015 | 2016 | 2017 | 2018 | 2019 | 2020 | 2021 | 2022 |